# Адская кухня (телепередача, Украина)
«Адская кухня» (укр. Пекельна кухня) — кулинарное шоу на канале 1+1. 16 поваров соревнуются за звание лучшего под руководством шеф-повара Арама Мнацаканова, победитель получает 500 тысяч гривен. Шоу снято по американскому формату телепередачи «Hell’s Kitchen».
В эфире 1+1 с успехом прошли три сезона «Адской кухни».

## Формат
Участники проекта попадают в полное распоряжение резкого и требовательного шефа Арама Мнацаканова и начинают кулинарный марафон продолжительностью в несколько недель. Они живут в специально оборудованном комплексе, где есть большая кухня, а также ресторан, который периодически открывает свои двери для гостей.
Задача каждого участника — поразить шеф-повара, судей и гостей ресторана кулинарными шедеврами. Тем временем шеф устраивает подопечным настоящий ад: выбрасывает блюда на помойку за малейший недостаток, требует идеального качества во всем, не сдерживается в выражениях, доводит до истерик и с легкостью расстается со слабаками.
В каждом эпизоде кто-то из участников покидает проект. Кто именно — определяет шеф-повар.
Все участники разделены на две команды — красную и синюю, которые работают соответственно на красной и синей кухнях. Шеф-повар может переводить поваров из одной команды в другую, таким образом меняя их состав.
В течение проекта синяя и красная кухня постоянно соревнуются между собой. За победу в каждом конкурсе выигравшая команда получает приз, а повара, которые проиграли, несут строгое наказание.
Однако важнейшим испытанием для участников является ужин в ресторане. Как и кухня, зал разделен на две половины, поэтому каждая команда должна накормить своих гостей. Но простая задача становится почти нереальной, потому что придирчивый шеф бракует блюда за малейшую ошибку. После закрытия ресторана шеф-повар и судьи определяют, какая команда справилась с ужином хуже. И именно в проигравшей команде шеф выбирает худшего участника, который покидает проект.
С каждым эпизодом участников становится все меньше. Когда участников остается меньше половины, их объединяют в одну команду. Отныне все повара работают вместе на одной кухне. Но в каждом эпизоде шеф и дальше продолжает избавляться от слабых, по его мнению, участников.
В финал выходят двое поваров, которые соревнуются за главный приз.
Финальный ужин происходит по особому сценарию. На «Адскую кухню» возвращаются лучшие участники сезона, и именно из них финалисты формируют свои «звездные» команды. Как всегда, зал в ресторане разделен на две половины. Финалисты становятся су-шефами своих команд: они разрабатывают меню, распределяют обязанности между членами команды, контролируют качество готовых блюд.
Тот, кто по мнению адского шефа, справился с финальным ужином лучше, становится победителем проекта и получает главный приз в размере 500 тысяч гривен.

## Описание сезонов
| Сезон | Год выпуска | Жюри             | Жюри            | Жюри          | Победитель          | Финалист         | Участники в порядке выбывания | Главный приз | К-во участников |
| ----- | ----------- | ---------------- | --------------- | ------------- | ------------------- | ---------------- | --- | ------------ | --------------- |
| 1     | 2011        | Сергей Гусовский | Арам Мнацаканов | Юлия Высоцкая | Юрий Кондратюк      | Ольга Мостовенко | Александр Непоп и Вячеслав Довженко, Сергей Гуц, Светлана Ходаченко, Дарья Сатановская, Александр Коснаки, Валерия Горлач, Евгений Ярошенко, Руслана Турчинская-Бобровская, Андрей Дмитриев и Лия Коцарева, Андрей Мезенев, Светлана Куценко, Юлия Ягодзинская                                                                         | UAH 500 000  | 16              |
| 2     | 2012        | Сергей Гусовский | Арам Мнацаканов | Юлия Высоцкая | Дарья Гросицкая     | Дмитрий Попов    | Кирилл Якушев и Марина Мных, Георгий Хучуа, Александр Янковский и Анелия Редельбах, Елена Жаботинская, Андрей Радченко, Мария Науменко и Ольга Парфентьева, Александр Цой, Антонина Носко, Владимир Стукотин, Игорь Богданов, Алиса Еловенкова                                                                                         | UAH 500 000  | 16              |
| 3     | 2013        | Сергей Гусовский | Арам Мнацаканов | Дарья Цивина  | Евгения Рафаловская | Алексей Никитин  | Анна Сергиенко, Анна Андриенко, Иван Ломейко, Дарвин Седеньо, Наталья Банник, Леона Тосхопаран, Сергей Марченко, Ксения Тридуб, Ростислав Зелинский, Тимофей Гаевой и Назар Пивнев, Лилия Ромашкина, Вита Костомаха и Назар Гоменюк; Сейран Измаилов, Сергей Гура, Валентина Фигловская и Виктор Малец, Лилия Карпьяк и Максим Смирнов | UAH 500 000  | 22              |

## Ведущие
- Шеф-повар (он же «адский шеф») — Арам Мнацаканов.
- Критик и судья — Юлия Высоцкая (в 1 и 2 сезонах) с 3 сезона Дарья Цивина (ведущий ресторанный критик в СНГ)
- Критик и судья, -Сергей Гусовский (совладелец ресторана шефа)

## 1 сезон
Транслировался с 13 апреля 2011 по 20 июля 2011 года. Количество эпизодов — 15.
Су-шефы: Владимир Ярославский, Жером Лорье.
В финал вышли Ольга Мостовенко и Юрий Кондратюк. Победитель — Юрий Кондратюк.
Мнацаканов был утвержден на позицию адского шефа всего за пять дней до начала съемок. После окончания съемок участники Александр Непоп, Дарья Сатановская, Валерия Горлач и Светлана Ходаченко получили приглашение от Мнацаканова работать в киевском ресторане «Сад».
Дебютный сезон имел высокие рейтинги, доля аудитории составила в среднем 22 % (аудитория 18-54), что означает, что программу смотрел каждый пятый взрослый зритель в Україне.
| Участник                      | В каком эпизоде выбыл | Финал              |
| ----------------------------- | --------------------- | ------------------ |
| Лия Коцарева                  | 5                     |                    |
| Руслана Турчинская-Бобровская | 6                     |                    |
| Валерия Горлач                | 8                     |                    |
| Ольга Мостовенко              |                       | второе место       |
| Светлана Ходаченко            | 12                    | команда Мостовенко |
| Светлана Куценко              | 3                     |                    |
| Дарья Сатановская             | 10                    | команда Кондратюка |
| Юлия Ягодзинская              | 1                     |                    |
| Вячеслав Довженко             | 14                    | команда Мостовенко |
| Евгений Ярошенко              | 7                     |                    |
| Андрей Мезенев                | 4                     |                    |
| Сергей Гуц                    | 13                    | команда Мостовенко |
| Андрей Дмитриев               | 5                     |                    |
| Юрий Кондратюк                |                       | победитель         |
| Александр Коснаки             | 9                     | команда Кондратюка |
| Александр Непоп               | 14                    | команда Кондратюка |

## 2 сезон
Транслировался с 11 января по 11 апреля 2012 года. Количество эпизодов — 15 + фильм о том, как сложилась судьба участников после шоу.
Су-шефы: Владимир Ярославский, Жером Лорье.
Особенностью сезона стало противостояние мужской и женской команд. Также сезон запомнился конфликтом Арама Мнацаканова с Юлией Высоцкой из-за одной из участниц шоу. В финал вышли Дмитрий Попов и Дарья Гросицкая. Победитель — Дарья Гросицкая.
| Участник            | В каком эпизоде выбыл | Финал             |
| ------------------- | --------------------- | ----------------- |
| Дарья Гросицкая     |                       | победитель        |
| Елена Жаботинская   | 9                     | команда Попова    |
| Марина Мных         | 13                    | команда Попова    |
| Антонина Носко      | 5                     |                   |
| Анелия Редельбах    | 10                    | команда Гросицкой |
| Андрей Радченко     | 8                     | команда Гросицкой |
| Георгий Хучуа       | 12                    | команда Гросицкой |
| Кирилл Якушев       | 13                    | команда Попова    |
| Александр Янковский | 10                    | команда Гросицкой |
| Александр Цой       | 6                     |                   |
| Владимир Стукотин   | 4                     |                   |
| Игорь Богданов      | 2                     |                   |
| Дмитрий Попов       |                       | второе место      |
| Ольга Парфентьева   | 7                     | команда Попова    |
| Мария Науменко      | 7                     |                   |
| Алиса Еловенкова    | 1                     |                   |

## 3 сезон
Транслируется в эфире 1+1 с 4 апреля 2013 года. Называется «Адская кухня. Битва характеров».
Су-шефы: Владимир Ярославский, Жером Лорье.
В 3 сезоне Юлию Высоцкую заменила российский ресторанный критик и наиболее известный блогер СНГ, пишущий о ресторанах, Дарья Цивина. Именно она была судьей в российской версии шоу «Адская кухня».
Особенностью сезона стал приход новых участников в разгар проекта. В течение первых 5 выпусков шеф Арам Мнацаканов был вынужден попрощаться с рекордным количеством участников, поэтому в 6-м выпуске вакантные места заняли новые повара. Новички были отобраны из тех, кто также прошел основной кастинг, но находился в резерве.
| Участник             | Эпизод, в котором выбыл | Финал               |
| -------------------- | ----------------------- | ------------------- |
| Тимофей Гаевой       | 6                       |                     |
| Наталья Банник       | 11                      | команда Рафаловской |
| Назар Гоменюк        | 5                       |                     |
| Дарвин Седеньо       | 12                      | команда Никитина    |
| Валентина Фигловская | 2                       |                     |
| Лилия Карпьяк        | 1                       |                     |
| Евгения Рафаловская  | победитель              |                     |
| Виктор Малец         | 2                       |                     |
| Сейран Измаилов      | 4                       |                     |
| Максим Смирнов       | 1                       |                     |
| Леона Тосхопаран     | 10                      |                     |
| Иван Ломейко         | 13                      | команда Никитина    |
| Анна Сергиенко       | 14                      | команда Рафаловской |
| Анна Андриенко       | 14                      | команда Никитина    |
| Алексей Никитин      | второе место            |                     |
| Вита Костомаха       | 5                       | команда Рафаловской |
| Лилия Ромашкина      | 5                       | команда Рафаловской |
| Сергей Гура          | 3                       | команда Никитина    |
| Сергей Марченко      | 6-10                    | команда Никитина    |
| Назар Пивнев         | 6-7                     |                     |
| Ростислав Зелинский  | 6-8                     |                     |
| Ксения Тридуб        | 6-9                     | команда Рафаловской |